# The Art of...
The Art of... es una serie de libros de arte que muestran la evolución de las obras de arte a lo largo del desarrollo de películas animadas populares y aclamadas por la crítica. Han sido publicados por diferentes compañías, incluyendo Chronicle Books, Viz Media, Disney Editions y Hyperion Books.

## Títulos
| Título                                                                                               | Autor                                     | Año de Publicación | Editor                              | Película/Trabajo                         | Estudio/Creador                            |
| --- | ----------------------------------------- | ------------------ | ----------------------------------- | ---------------------------------------- | ------------------------------------------ |
| Snow White and the Seven Dwarfs: The Art and Creation of Walt Disney's Classic Animated Film EStudio | J. B. Kaufman                             | 2012               | Walt Disney Family Foundation Press | Snow White and the Seven Dwarfs (1937)   | Disney                                     |
| The Art of the Little Mermaid                                                                        | Jeff Kurtti                               | 1997               | Hyperion Books                      | The Little Mermaid (1989)                | Disney                                     |
| Tale as Old as Time: The Art and Making of Beauty and the Beast                                      | Charles Solomon (autor)                   | 2010               | Disney Editions                     | Beauty and the Beast (1991)              | Disney                                     |
| Disney's Aladdin: The Making of an Animated Film                                                     | John Culhane                              | 1993               | Disney Editions                     | Aladdin (1992)                           | Disney                                     |
| The Art of The Lion King                                                                             | Christopher Finch                         | 1994               | Hyperion Books                      | The Lion King (1994)                     | Disney                                     |
| The Art of Pocahontas                                                                                | Stephen Rebello                           | 1995               | Hyperion Books                      | Pocahontas (1995)                        | Disney                                     |
| The Art of The Hunchback of Notre Dame                                                               | Stephen Rebello                           | 1996               | Hyperion Books                      | The Hunchback of Notre Dame (1996)       | Disney                                     |
| The Art of Hercules: The Chaos of Creation                                                           | Stephen Rebello                           | 1997               | Hyperion Books                      | Hercules (1997)                          | Disney                                     |
| The Art of Mulan                                                                                     | Jeff Kurtti                               | 1998               | Hyperion Books                      | Mulan (1998)                             | Disney                                     |
| Tarzan Chronicles                                                                                    | Howard E. Green                           | 1999               | Disney Editions                     | Tarzan (1999)                            | Disney                                     |
| Fantasia 2000 : Visions of Hope                                                                      | John Culhane                              | 1999               | Disney Editions                     | Fantasia 2000 (1999)                     | Disney                                     |
| Dinosaur: The Evolution of an Animated Feature                                                       | Jeff Kurtti                               | 2000               | Disney Editions                     | Dinosaur (2000)                          | Disney                                     |
| Atlantis: The Lost Empire: The Illustrated Script                                                    | Jeff Kurtti                               | 2001               | Disney Editions                     | Atlantis: The Lost Empire (2001)         | Disney                                     |
| Treasure Planet: A Voyage of Discovery                                                               | Jeff Kurtti                               | 2002               | Disney Editions                     | Treasure Planet (2002)                   | Disney                                     |
| Brother Bear: A Transformation Tale                                                                  | Wendy Lefkon                              | 2003               | Hyperion Books                      | Brother Bear (2003)                      | Disney                                     |
| The Art of Meet the Robinsons                                                                        | Tracey Miller-Zarneke                     | 2007               | Disney Editions                     | Meet the Robinsons (2007)                | Disney                                     |
| The Art of Bolt                                                                                      | Mark Cotta Vaz                            | 2008               | Chronicle Books                     | Bolt (2008)                              | Disney                                     |
| The Art of The Princess and the Frog                                                                 | Jeff Kurtti                               | 2009               | Chronicle Books                     | The Princess and the Frog (2009)         | Disney                                     |
| The Art of Tangled                                                                                   | Jeff Kurtti                               | 2010               | Chronicle Books                     | Tangled (2010)                           | Disney                                     |
| The Art of Wreck-It Ralph                                                                            | Jennifer Lee & Maggie Malone              | 2012               | Chronicle Books                     | Wreck-It Ralph (2012)                    | Disney                                     |
| The Art of Frozen                                                                                    | Charles Solomon                           | 2013               | Chronicle Books                     | Frozen (2013)                            | Disney                                     |
| The Art of Big Hero 6                                                                                | Jessica Julius                            | 2014               | Chronicle Books                     | Big Hero 6 (2014)                        | Disney                                     |
| The Art of Zootopia                                                                                  | Jessica Julius                            | 2016               | Chronicle Books                     | Zootopia (2016)                          | Disney                                     |
| The Art of Moana                                                                                     | Jessica Julius & Maggie Malone            | 2016               | Chronicle Books                     | Moana (2016)                             | Disney                                     |
| The Disney That Never Was: The Stories and Art of Five Decades of Unproduced Animation               | Charles Solomon                           | 1995               | Hyperion Books                      |                                          | Disney                                     |
| The Art of Planes                                                                                    | Tracey Miller-Zarneke                     | 2014               | Chronicle Books                     | Planes                                   | DisneyToon Studios                         |
| The Prince of Egypt: A New Vision in Animation                                                       | Charles Solomon                           | 1998               | Harry N. Abrams                     | The Prince of Egypt                      | DreamWorks                                 |
| Shrek: From the Swamp to the Screen                                                                  | John Hopkins                              | 2004               | Harry N. Abrams                     | Shrek                                    | DreamWorks                                 |
| The Art of Bee Movie                                                                                 | Jerry Beck                                | 2007               | Chronicle Books                     | Bee Movie                                | DreamWorks                                 |
| The Art of Kung Fu Panda                                                                             | Tracey Miller-Zarneke                     | 2008               | Insight Editions                    | Kung Fu Panda                            | DreamWorks                                 |
| The Art of Dreamworks Madagascar: Escape 2 Africa                                                    | Jerry Beck                                | 2008               | Insight Editions                    | Madagascar: Escape 2 Africa              | DreamWorks                                 |
| The Art of Monsters vs. Aliens                                                                       | Linda Sunshine                            | 2009               | Newmarket Press                     | Monsters vs Aliens                       | DreamWorks                                 |
| The Art of How to Train Your Dragon                                                                  | Tracey Miller-Zarneke                     | 2010               | Newmarket Press                     | How to train your dragon                 | DreamWorks                                 |
| The Art of Shrek Forever After                                                                       | Jerry Schmitz                             | 2010               | Insight Editions                    | Shrek Forever After                      | DreamWorks                                 |
| The Art of DreamWorks Megamind: Bad, Brilliant, Blue                                                 | Richard von Busack                        | 2010               | Insight Editions                    | Megamind                                 | DreamWorks                                 |
| The Art of Kung Fu Panda 2                                                                           | Tracey Miller-Zarneke                     | 2011               | Insight Editions                    | Kung Fu Panda 2                          | DreamWorks                                 |
| The Art of DreamWorks Puss in Boots                                                                  | Ramin Zahed                               | 2011               | Insight Editions                    | Puss in boots                            | DreamWorks                                 |
| The Art of DreamWorks Rise of the Guardians                                                          | Ramin Zahed                               | 2012               | Insight Editions                    | Rise of the Guardians                    | DreamWorks                                 |
| The Art of DreamWorks Turbo                                                                          | Robert Abele                              | 2013               | Insight Editions                    | Turbo                                    | DreamWorks                                 |
| The Art of DreamWorks The Croods                                                                     | Noela Hueso                               | 2013               | Titan Books                         | The Croods                               | DreamWorks                                 |
| The Art of DreamWorks Mr. Peabody & Sherman                                                          | Jerry Beck                                | 2014               | Insight Editions                    | Las aventuras de Peabody y Sherman       | DreamWorks                                 |
| The Art of DreamWorks Penguins of Madagascar                                                         | Barbara Robertson                         | 2014               | Insight Editions                    | Los pingüinos de Madagascar              | DreamWorks                                 |
| The Art of DreamWorks How to Train Your Dragon 2                                                     | Linda Sunshine                            | 2014               | Dey Street Books                    | Cómo entrenar a tu dragón 2              | DreamWorks                                 |
| The Art of DreamWorks Animation: Celebrating 20 Years of Art                                         | Ramin Zahed                               | 2014               | Harry N. Abrams                     |                                          | DreamWorks.                                |
| The Art of Home                                                                                      | Ramin Zahed                               | 2015               | Insight Editions                    | Home                                     | DreamWorks                                 |
| The Art of Kung Fu Panda 3                                                                           | Tracey Miller-Zarneke                     | 2015               | Insight Editions                    | Kung Fu Panda 3                          | DreamWorks                                 |
| The Art of Trolls                                                                                    | Jerry Schmitz                             | 2016               | Cameron + Company                   | Trolls                                   | DreamWorks                                 |
| The Art of The Boss Baby                                                                             | Ramin Zahed                               | 2017               | Insight Editions                    | The Boss Baby                            | DreamWorks                                 |
| The Art of Captain Underpants: The First Epic Movie                                                  | Ramin Zahed                               | 2017               | Insight Editions                    | Captain Underpants: The First Epic Movie | DreamWorks                                 |
| Toy Story The Art and Making of the Animated Film                                                    | John Lasseter & Steve Daly                | 1995               | Disney Editions                     | Toy Story                                | Pixar                                      |
| A Bug's Life: The Art and Making of an Epic of Miniature Proportions                                 | Jeff Kurtti                               | 1998               | Disney Editions                     | A Bug's Life                             | Pixar                                      |
| The Toy Story Films: An Animated Journey                                                             | Charles Solomon                           | 2012               | Disney Editions                     | Toy Story                                | Pixar                                      |
| The Art of Monsters, Inc.                                                                            | John Lasseter and Pete Docter             | 2001               | Chronicle Books                     | Monsters, Inc.                           | Pixar                                      |
| The Art of Finding Nemo                                                                              | Mark Cotta Vaz                            | 2003               | Chronicle Books                     | Finding Nemo                             | Pixar                                      |
| The Art of The Incredibles                                                                           | Mark Cotta Vaz                            | 2004               | Chronicle Books                     | The Incredibles                          | Pixar                                      |
| The Art of Cars                                                                                      | Suzanne Fitgerald Wallis & Michael Wallis | 2006               | Chronicle Books                     | Cars                                     | Pixar                                      |
| Art of Ratatouille                                                                                   | Karen M. Paik                             | 2007               | Chronicle Books                     | Ratatouille                              | Pixar                                      |
| The Art of WALLE                                                                                     | Tim Hauser                                | 2008               | Chronicle Books                     | WALL·E                                   | Pixar                                      |
| The Art of Up                                                                                        | Tim Hauser                                | 2009               | Chronicle Books                     | Up                                       | Pixar                                      |
| The Art of Toy Story 3                                                                               | Charles Solomon                           | 2010               | Chronicle Books                     | Toy Story 3                              | Pixar                                      |
| The Art of Cars 2                                                                                    | Ben Queen                                 | 2011               | Chronicle Books                     | Cars 2                                   | Pixar                                      |
| The Art of Brave                                                                                     | Jenny Lerew                               | 2012               | Chronicle Books                     | Brave                                    | Pixar                                      |
| The Art of Monsters University                                                                       | Karen Paik                                | 2013               | Chronicle Books                     | Monsters University                      | Pixar                                      |
| The Art Of Inside Out                                                                                | Pete Docter                               | 2015               | Chronicle Books                     | Inside Out                               | Pixar                                      |
| The Art of The Good Dinosaur                                                                         | Peter Sohn                                | 2015               | Chronicle Books                     | The Good Dinosaur                        | Pixar                                      |
| The Art of Finding Dory                                                                              | John Lasseter                             | 2016               | Chronicle Books                     | Finding Dory                             | Pixar                                      |
| The Art of Cars 3                                                                                    | John Lasseter                             | 2017               | Chronicle Books                     | Cars 3                                   | Pixar                                      |
| The Art of Coco                                                                                      | John Lasseter                             | 2017               | Chronicle Books                     | Coco                                     | Pixar                                      |
| The Art of Pixar: 25th Anniv.: The Complete Color Scripts and Select Art from 25 Years of Animation  | Amid Amidi                                | 2011               | Chronicle Books                     |                                          | Pixar                                      |
| The Art of Epic                                                                                      | Tara Bennett                              | 2013               | Titan Books                         | Epic                                     | Blue Sky Studios                           |
| The Art of Rio: Featuring a Carnival of Art From Rio and Rio 2                                       | Tara Bennett                              | 2014               | Titan Books                         | Rio y Rio 2                              | Blue Sky Studios                           |
| The Art of Blue Sky Studios                                                                          | Jake S. Friedman                          | 2014               | Insight Editions                    |                                          | Blue Sky Studios                           |
| The Art of Robots                                                                                    | Amid Amidi                                | 2004               | Chronicle Books                     | Robots                                   | Blue Sky Studios                           |
| The Art of Open Season                                                                               | Linda Sunshine                            | 2006               | Insight Editions                    | Open Season                              | Sony Pictures Animation                    |
| The Art of Arthur Christmas                                                                          | Linda Sunshine                            | 2011               | Newmarket Press                     | Arthur Christmas                         | Aardman Animations Sony Pictures Animation |
| The Art and Making of Hotel Transylvania                                                             | Tracey Miller-Zarneke                     | 2012               | Titan Books                         | Hotel Transylvania                       | Sony Pictures Animation                    |
| The Art of Cloudy with a Chance of Meatballs 2: Revenge of the Leftovers                             | Tracey Miller-Zarneke                     | 2013               | Cameron + Company                   | Cloudy with a Chance of Meatballs 2      | Sony Pictures Animation                    |
| The Art and Making of Hotel Transylvania 2                                                           | Brett Rector                              | 2015               | Titan Books                         | Hotel Transylvania 2                     | Sony Pictures Animation                    |
| The Art of the Angry Birds Movie                                                                     | Jim Sorenson                              | 2016               | IDW Publishing                      | The Angry Birds Movie                    | Rovio Animation                            |
| The Art of the Book of Life                                                                          | Jorge Gutierrez                           | 2014               | Dark Horse Books                    | The Book of Life                         | Reel FX Creative Studios                   |
| The Art and Making of Peanuts Animation: Celebrating Fifty Years of Television Specials              | Charles Solomon                           | 2012               | Chronicle Books                     | Peanuts                                  | Charles M. Schulz                          |
| The Art of Spirited Away                                                                             | Hayao Miyazaki                            | 2002               | Viz Media                           | Spirited Away                            | Studio Ghibli                              |
| The Art of My Neighbor Totoro                                                                        | Hayao Miyazaki                            | 2005               | Viz Media                           | My Neighbor Totoro                       | Studio Ghibli                              |
| The Art of Howl's Moving Castle                                                                      | Hayao Miyazaki                            | 2005               | Viz Media                           | Howl's Moving Castle                     | Studio Ghibli                              |
| The Art of Porco Rosso                                                                               | Hayao Miyazaki                            | 2005               | Viz Media                           | Porco Rosso                              | Studio Ghibli                              |
| The Art of Kiki's Delivery Service                                                                   | Hayao Miyazaki                            | 2006               | Viz Media                           | Kiki's Delivery Service                  | Studio Ghibli                              |
| The Art of Ponyo                                                                                     | Hayao Miyazaki                            | 2009               | Viz Media                           | Ponyo                                    | Studio Ghibli                              |
| The Art of Princess Mononoke                                                                         | Hayao Miyazaki                            | 2009               | Viz Media                           | Princess Mononoke                        | Studio Ghibli                              |
| The Art of the Secret World of Arrietty                                                              | Hiromasa Yonebayashi                      | 2012               | Viz Media                           | Arrietty                                 | Studio Ghibli                              |
| The Art of the Wind Rises                                                                            | Hayao Miyazaki                            | 2014               | Viz Media                           | The Wind Rises                           | Studio Ghibli                              |
| The Art of The Boxtrolls                                                                             | Phil Brotherton                           | 2014               | Chronicle Books                     | The Boxtrolls                            | Laika                                      |
| The Art and Making of ParaNorman                                                                     | JHD Alger                                 | 2012               | Chronicle Books                     | ParaNorman                               | Laika                                      |
| The Ballad of Rango: The Art and Making of an Outlaw Film                                            | David S. Cohen                            | 2011               | Insight Editions                    | Rango                                    | Nickelodeon Movies                         |
| My Little Pony: The Art of Equestria                                                                 | Mary Jane Begin                           | 2015               | Abrams Books                        | My Little Pony: Friendship is Magic      | DHX Media Vancouver Hasbro Studios         |
| The Art of My Little Pony: The Movie                                                                 | Rebecca Dart                              | 2017               | Viz Media                           | My Little Pony: The Movie                | DHX Media/Hasbro Studios                   |
| The Art of Anastasia: A Twentieth Century Fox Presentation                                           | Harvey Deneroff                           | 1997               | HarperCollins                       | Anastasia                                | Fox Animation Studios                      |
| The Art of Planet 51                                                                                 | Danny Graydon                             | 2009               | Insight Editions                    | Planet 51                                | Ilion Animation Studios.                   |

## Recepción de la crítica
The Animation World Network describió The Art of DreamWorks Animation como "un catálogo impresionantemente encantador de cada película animada que ... es como un recorrido por el Louvre de la animación cinematográfica moderna". Indiwire explicó que la edición Home, en contraste con los otros libros de la serie The Art Of... contiene "obras de arte terminadas o trabajo conceptual muy tardío [que] es al menos igual al arte de las etapas prototípicas y de desarrollo". señaló que los libros de arte de la serie "generalmente también son libros de" creación de "que enseñan al lector cómo se hizo una película". Debido al gran número de títulos de The Art of..., Martin Godman de Animation Scoop escribió "Cuando reviso un libro de" Arte de "hoy, tiendo a mirar lo que distingue al libro de productos similares; una diferencia que hace que valga la pena agregar el libro a una biblioteca y leerlo años después de que la película misma haya salido de los cines".